# Pierpaolo Picazio
Pierpaolo Picazio (Reggio Emilia, 27 marzo 1979) è un cestista italiano.

## Carriera
Ha esordito in serie A nel 1998 con la maglia di Reggio Emilia il 29 gennaio contro la Stefanel Milano.
Ha militato nell'Unione Cestistica Casalpusterlengo nel girone A della Serie A Dilettanti.
Ha ricoperto il ruolo di guardia nella Fulgor Omegna per quattro campionati dal 2009 al 2013, vincendo una Coppa Italia di Serie A Dilettanti contro la PMS Torino di Stefano Pillastrini.
Dopo l'esperienza a Omegna, nella stagione 2013-14 è passato in DNC alla Gessi Valsesia Basket, ma nonostante questo rimane comunque legato alla società Fulgor Omegna in quanto allenatore del settore giovanile. Con il Valsesia Basket ha vinto il campionato 2013-14 con la conseguente promozione in Serie B; nella stagione successiva, quindi, ha militato sempre tra le file del Valsesia Basket nel campionato di Serie B, dove ha ricoperto le vesti di capitano. A fine stagione 2014-15, lascia la società borgosesiana.
Nella stagione 2016-17 approda alla società Arona basket dove disputerà il campionato di C2 regionale
Nella stagione 2020-21 ritorna con il Valsesia Basket dove disputa il campionato di D regionale, ottenendo la promozione in C Silver Piemontese a fine stagione. Viene confermato anche la stagione successiva dove ottiene un altro salto di categoria in C Gold Piemontese. A fine stagione lascia Valsesia per fare ritorno nella Fulgor Omegna, ma stavolta nella squadra B che disputa il campionato di serie D da neo-promossa